# Carmen Herrmann
Carmen Herrmann (* 13. Mai 1980 in Erlangen) ist eine deutsche Chemikerin und seit 2011 Professorin für anorganische Chemie an der Universität Hamburg.

## Leben
Carmen Herrmann studierte zwischen 1999 und 2004 Chemie an der Friedrich-Alexander-Universität Erlangen-Nürnberg und an der Universität Joseph Fourier Grenoble I. Ihre Diplomarbeit schrieb sie 2004 in an der Universität Erlangen-Nürnberg im Arbeitskreis von Bernd A. Hess. Im Anschluss ging sie für die Promotion zu Markus Reiher an die Universitäten in Bonn, Jena und Zürich. Während dieser Zeit hatte sie auch einen Forschungsaufenthalt bei Kenneth Ruud an der Universität Tromsø. Die Promotion zum Thema Projektionstechniken und Komplexitätsreduktion in korrelierten Quantensystemen schloss sie 2006 ab und blieb noch für einen Postdoc-Aufenthalt im gleichen Arbeitskreis in Zürich. 2007 ging sie zu Mark A. Ratner an die Northwestern University, wo sie bis 2010 blieb. Es folgte ein weiterer Postdoc-Aufenthalt bei Victor Batista an der Yale University, bevor sie 2011 eine W2-Professur an der Universität Hamburg antrat.

## Forschungsgebiete
Schwerpunktmäßig beschäftigt sich Carmen Herrmann mit theoretischer Grundlagenforschung molekularer und nanoskalarer Spintronik. Die untersuchten Systeme reichen  von organischen Radikalen über molekulare Schalter bis zu Adsorption auf Oberflächen. Dazu werden sowohl theoretische Modelle wie Dichtefunktionaltheorie verwendet als auch neue spezialisierte Software entwickelt.
Insgesamt ist Carmen Herrmann Mitautorin von etwa 70 wissenschaftlichen Veröffentlichungen.